# Liste des districts dans le borough londonien d'Enfield
Ceci est une liste des districts du Borough londonien d'Enfield.
Les zones du code postal d'Ealing sont EN, N, E.

Enfield dans le Grand Londres

## Districts
| District               | Ville postale          | Zone postal/District | Coordonnées                 | OS grid ref  |
| ---------------------- | ---------------------- | -------------------- | --------------------------- | ------------ |
| Arnos Grove            | LONDRES                | N11, N14             | 51° 36′ 59″ N, 0° 07′ 43″ O | TQ295925     |
| Botany Bay             | ENFIELD                | EN2                  | 51° 40′ 35″ N, 0° 07′ 24″ O | TQ207793     |
| Bowes Park             | LONDRES                | N22, N13             | 51° 36′ 04″ N, 0° 06′ 50″ O | TQ307908     |
| Brimsdown              | ENFIELD                | EN3                  | 51° 39′ 36″ N, 0° 01′ 34″ O | TQ3697       |
| Bulls Cross            | ENFIELD, WALTHAM CROSS | EN2, EN3, EN7        | 51° 40′ 41″ N, 0° 03′ 34″ O | TQ342994     |
| Bush Hill Park         | ENFIELD                | EN1                  | 51° 38′ 34″ N, 0° 04′ 25″ O | TQ333955     |
| Clay Hill              | ENFIELD                | EN2                  | 51° 40′ 21″ N, 0° 05′ 03″ O | TQ325988     |
| Cockfosters            | BARNET                 | EN4                  | 51° 39′ 10″ N, 0° 09′ 22″ O | TQ275965     |
| Crews Hill             | ENFIELD                | EN2                  | 51° 40′ 41″ N, 0° 05′ 49″ O | TQ315995     |
| Edmonton               | LONDRES                | N9, N18              | 51° 36′ 55″ N, 0° 04′ 15″ O | TQ335925     |
| Enfield Chase          | ENFIELD                | EN2                  | 51° 39′ 21″ N, 0° 05′ 53″ O | TQ3155896998 |
| Enfield Highway        | ENFIELD                | EN3                  | 51° 39′ 43″ N, 0° 02′ 28″ O | TQ355975     |
| Enfield Island Village | ENFIELD                | EN3                  | 51° 40′ 12″ N, 0° 00′ 54″ O | TQ3725198719 |
| Enfield Lock           | ENFIELD                | EN3                  | 51° 40′ 07″ N, 0° 01′ 34″ O | TQ365985     |
| Enfield Town           | ENFIELD                | EN1, EN2             | 51° 39′ 06″ N, 0° 05′ 01″ O | TQ325965     |
| Enfield Wash           | ENFIELD                | EN3                  | 51° 40′ 08″ N, 0° 02′ 23″ O | TQ355985     |
| Forty Hill             | ENFIELD                | EN1, EN2             | 51° 39′ 57″ N, 0° 04′ 02″ O | TQ336981     |
| Freezywater            | ENFIELD                | EN3                  | 51° 40′ 33″ N, 0° 01′ 50″ O | TQ361993     |
| Grange Park            | LONDRES                | N21                  | 51° 38′ 57″ N, 0° 06′ 11″ O | TQ313962     |
| Hadley Wood            | BARNET                 | EN4                  | 51° 39′ 43″ N, 0° 10′ 21″ O | TQ265975     |
| New Southgate          | LONDRES                | N11                  | 51° 36′ 49″ N, 0° 08′ 31″ O | TQ286922     |
| Oakwood                | LONDRES                | N14                  | 51° 38′ 36″ N, 0° 07′ 39″ O | TQ295955     |
| Palmers Green          | LONDRES                | N13                  | 51° 37′ 04″ N, 0° 06′ 33″ O | TQ309927     |
| Ponders End            | ENFIELD                | EN1, EN3             | 51° 38′ 46″ N, 0° 02′ 46″ O | TQ35595      |
| Southgate              | LONDRES                | N14                  | 51° 37′ 54″ N, 0° 07′ 35″ O | TQ296942     |
| Winchmore Hill         | LONDRES                | N21                  | 51° 38′ 02″ N, 0° 05′ 56″ O | TQ315945     |
| World's End            | ENFIELD, LONDRES       | EN2, N21             | 51° 39′ 07″ N, 0° 06′ 25″ O | TQ3094296549 |

## Référence
- (en) Cet article est partiellement ou en totalité issu de l’article de Wikipédia en anglais intitulé « List of districts in the London Borough of Enfield » (voir la liste des auteurs).